# Leach-Katapult

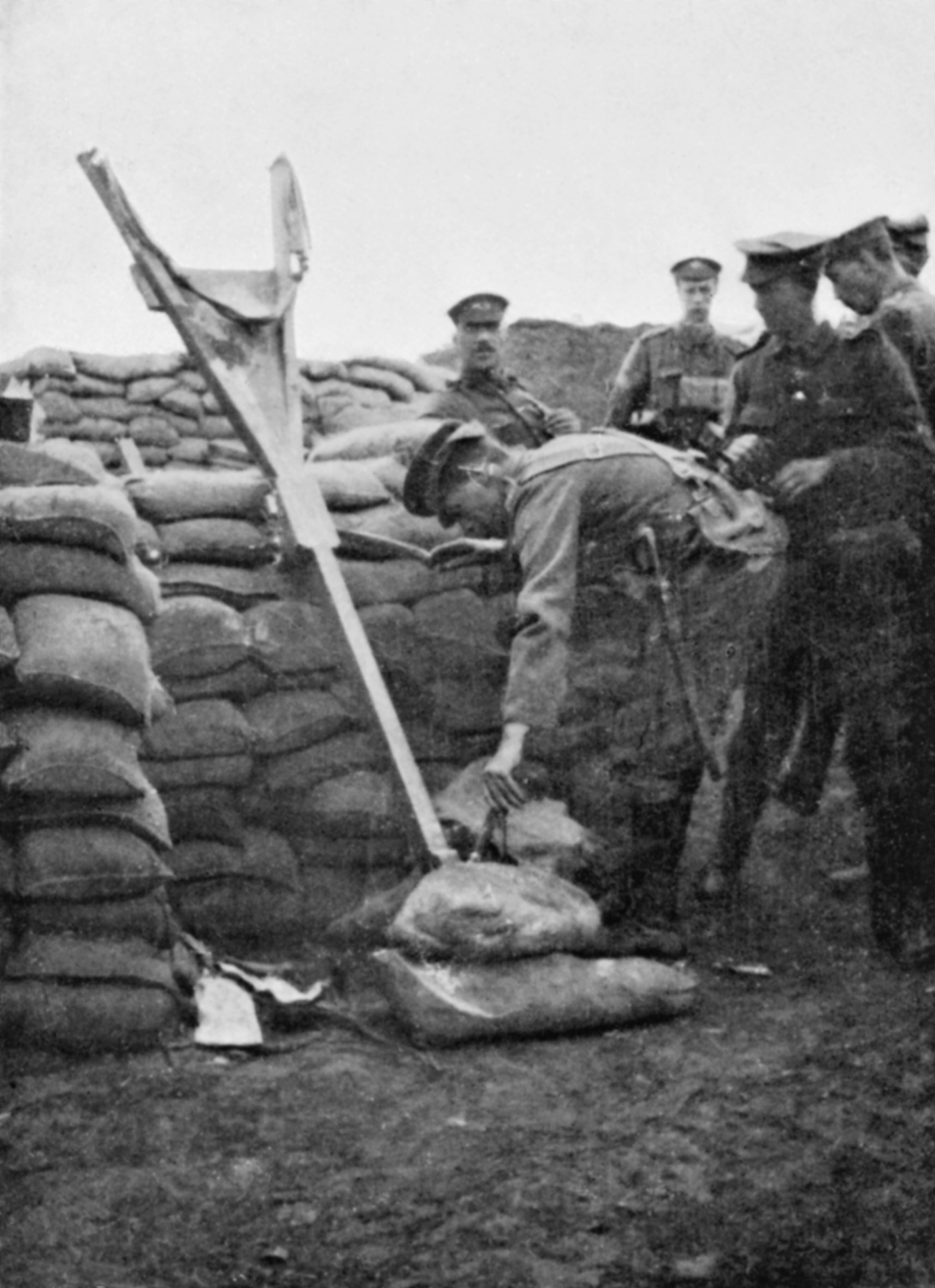
Leach-Katapult an der Westfront, British Expeditionary Force

Das Leach-Katapult (auch Leach/Gamage-Katapult) war ein mechanisches Geschütz, das von der British Army kurzzeitig als Behelfslösung im Ersten Weltkrieg eingesetzt wurde. Es ist nach seinem Erfinder Claude Pemberton Leach benannt.

## Geschichte
Als im Ersten Weltkrieg die Fronten unerwartet im Grabenkrieg erstarrten, fehlten auf beiden Seiten Waffen für diese Art der Kriegsführung. Es wurden Waffen gebraucht, um Granaten weiter als mit der Hand werfen zu können. Gleichzeitig mussten diese Waffen deutlich leichter sein als die üblichen Artilleriegeschütze.
Im Oktober 1914 präsentierte Claude Pemberton Leach aus South Kensington dem War Department eine Wurfmaschine. Das War Department war interessiert, bemängelte aber die zu schwache Wurfleistung. 
Um seinen Entwurf entsprechend zu verbessern, holte sich Leach professionelle Hilfe aus der Sportabteilung des bekannten Londoner Kaufhauses „Gamages“. Am 22. Mai 1915 reichten Leach und Gamages das gemeinsame Patent Nummer 7710/15 ein. Das Kaufhaus Gamages fertigte die Katapulte auch selbst an. Es ist sehr wahrscheinlich, dass einige Katapulte bereits in Frankreich im Einsatz waren, bevor das Patent eingereicht wurde. Ebenfalls im Mai 1915 wurde die Gebrauchsanleitung erstellt. Im Spätfrühling 1915 besuchte ein Offizier der „School of Musketry“ aus Hythe, der britischen Ausbildungsstätte für Infanteriewaffen, das Kaufhaus Gamages. Er erwirkte Änderungen an dem Beutel, in den die Granaten zum Wurf eingelegt wurden.

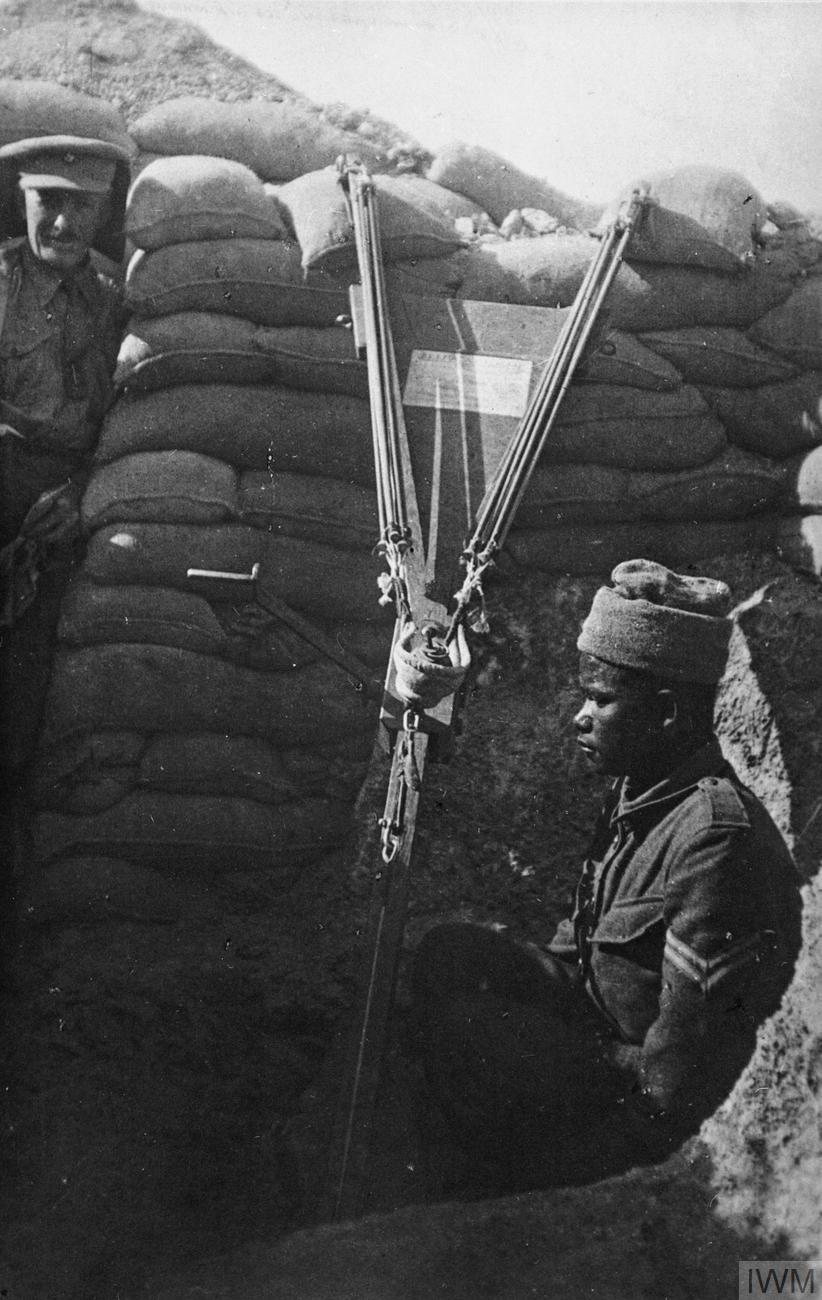
Leach-Katapult bei Schlacht von Gallipoli, 4th Gurkha Rifles

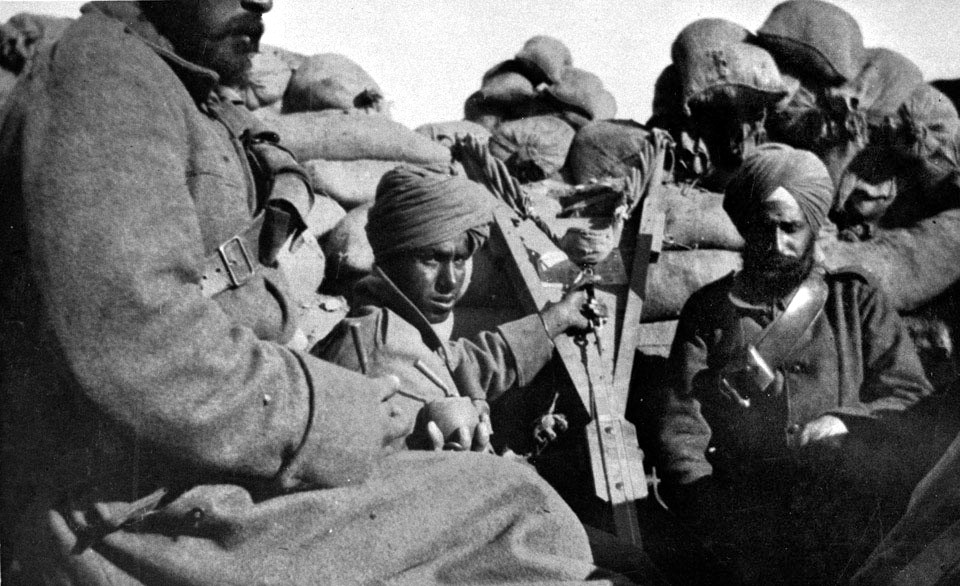
Leach-Katapult bei der Schlacht von Gallipoli, 29th Indian Brigade

Ein großes Problem des Katapults waren die Gummistränge, die aus nicht vulkanisiertem Naturkautschuk bestanden. Unter Belastung verloren sie schnell an Elastizität. Daher war es schwierig, wiederholend die gleiche Schussweite zu erzielen. Ihre Lebensdauer wurde zusätzlich durch Umwelteinflüsse verkürzt, so mussten Maßnahmen getroffen werden, um die Elastizität des Gummis zu erhalten.
Durch den langsamen Flug der Granate waren sie relativ leicht auszumachen, sodass der Gegner in Deckung gehen konnte. Aber das Katapult hatte gegenüber einem Mörser den Vorteil, dass es sehr leise war. Manche Einheiten waren vom militärischen Nutzen des Leach-Katapults nicht überzeugt, nutzten es jedoch, um dem Gegner üble Nachrichten zukommen zu lassen und ihn zu provozieren.
Das Leach-Katapult war 1915 nur für eine kurze Zeit eine akzeptierte Behelfslösung. Es war das einzige offiziell eingeführte Katapult in der Britischen Armee. Gegen Ende des Jahres 1915 wurde es weitgehend durch das zuverlässigere französische Sauterelle-Katapult, einer Art Armbrust ersetzt und schon Anfang 1916 kaum genutzt; die meisten Exemplare wurden zu Brennholz verarbeitet. Ab März 1916 wurden Katapulte generell durch die modernen und deutlich effizienteren Stokes-Mörser und Gewehrgranaten ersetzt. Etwa 300 Leach-Katapulte gehörten später zur Grundausbildung der Soldaten, solange keine modernen Mörser zur Verfügung standen, da sie zuerst an die Front gebracht wurden. 
Vom März bis Oktober 1915 wurden 3152 Leach-Katapulte gebaut. Das einzige bekannte erhaltene Exemplar befindet sich im Imperial War Museum.

## Technik
Das Leach-Katapult ist im Prinzip eine große Zwille mit einer Gesamtlänge von 2,1 m. Es gab auch lokal produzierte Varianten mit abweichenden Maßen. An jeder Seite der Gabel gab es 12 Gummistränge mit einem Durchmesser von 1,3 cm. Zum Aufziehen der Gummistränge wurde eine Winsch, wie sie auch auf Yachten zu finden ist, verwendet. Die Granaten wurden zum Wurf in einen Canvas-Beutel eingelegt. 
Das Katapult wurde angelehnt gegen die Grabenwand aufgestellt. Ein Neigungsmesser, bestehend aus einem kleinen Zeiger aus Messing, war an die Seite des Katapultes geschraubt. Der Aufstellwinkel blieb dann in der Regel konstant; es war schwierig, das Katapult wie bei Geschützen üblich zu neigen. Die Schussweitenregulierung erfolgte zum einen über die Aufzugstrecke der Gummistränge, zum anderen konnten einzelne Gummistränge entfernt werden.
Die Waffe schleuderte eine etwa 0,9 kg schwere Handgranate ca. 180 m weit. In der Regel waren es die provisorischen „jam tin“-Handgranaten.